# Campeonato Mundial de Xadrez de 1892
|   | a | b | c | d | e | f | g | h |   |
| 8 | a7 preto peão · b7 preto peão · e7 branco torre · h7 preto peão · d6 branco bispo · e6 branco cavalo · f6 preto rei · g6 preto bispo · d5 branco peão · f5 preto peão · h4 preto peão · a2 branco peão · b2 branco peão · d2 preto torre · e2 preto torre · h2 branco peão · f1 branco torre · h1 branco rei | a7 preto peão · b7 preto peão · e7 branco torre · h7 preto peão · d6 branco bispo · e6 branco cavalo · f6 preto rei · g6 preto bispo · d5 branco peão · f5 preto peão · h4 preto peão · a2 branco peão · b2 branco peão · d2 preto torre · e2 preto torre · h2 branco peão · f1 branco torre · h1 branco rei | a7 preto peão · b7 preto peão · e7 branco torre · h7 preto peão · d6 branco bispo · e6 branco cavalo · f6 preto rei · g6 preto bispo · d5 branco peão · f5 preto peão · h4 preto peão · a2 branco peão · b2 branco peão · d2 preto torre · e2 preto torre · h2 branco peão · f1 branco torre · h1 branco rei | a7 preto peão · b7 preto peão · e7 branco torre · h7 preto peão · d6 branco bispo · e6 branco cavalo · f6 preto rei · g6 preto bispo · d5 branco peão · f5 preto peão · h4 preto peão · a2 branco peão · b2 branco peão · d2 preto torre · e2 preto torre · h2 branco peão · f1 branco torre · h1 branco rei | a7 preto peão · b7 preto peão · e7 branco torre · h7 preto peão · d6 branco bispo · e6 branco cavalo · f6 preto rei · g6 preto bispo · d5 branco peão · f5 preto peão · h4 preto peão · a2 branco peão · b2 branco peão · d2 preto torre · e2 preto torre · h2 branco peão · f1 branco torre · h1 branco rei | a7 preto peão · b7 preto peão · e7 branco torre · h7 preto peão · d6 branco bispo · e6 branco cavalo · f6 preto rei · g6 preto bispo · d5 branco peão · f5 preto peão · h4 preto peão · a2 branco peão · b2 branco peão · d2 preto torre · e2 preto torre · h2 branco peão · f1 branco torre · h1 branco rei | a7 preto peão · b7 preto peão · e7 branco torre · h7 preto peão · d6 branco bispo · e6 branco cavalo · f6 preto rei · g6 preto bispo · d5 branco peão · f5 preto peão · h4 preto peão · a2 branco peão · b2 branco peão · d2 preto torre · e2 preto torre · h2 branco peão · f1 branco torre · h1 branco rei | a7 preto peão · b7 preto peão · e7 branco torre · h7 preto peão · d6 branco bispo · e6 branco cavalo · f6 preto rei · g6 preto bispo · d5 branco peão · f5 preto peão · h4 preto peão · a2 branco peão · b2 branco peão · d2 preto torre · e2 preto torre · h2 branco peão · f1 branco torre · h1 branco rei | 8 |
| 7 | a7 preto peão · b7 preto peão · e7 branco torre · h7 preto peão · d6 branco bispo · e6 branco cavalo · f6 preto rei · g6 preto bispo · d5 branco peão · f5 preto peão · h4 preto peão · a2 branco peão · b2 branco peão · d2 preto torre · e2 preto torre · h2 branco peão · f1 branco torre · h1 branco rei | a7 preto peão · b7 preto peão · e7 branco torre · h7 preto peão · d6 branco bispo · e6 branco cavalo · f6 preto rei · g6 preto bispo · d5 branco peão · f5 preto peão · h4 preto peão · a2 branco peão · b2 branco peão · d2 preto torre · e2 preto torre · h2 branco peão · f1 branco torre · h1 branco rei | a7 preto peão · b7 preto peão · e7 branco torre · h7 preto peão · d6 branco bispo · e6 branco cavalo · f6 preto rei · g6 preto bispo · d5 branco peão · f5 preto peão · h4 preto peão · a2 branco peão · b2 branco peão · d2 preto torre · e2 preto torre · h2 branco peão · f1 branco torre · h1 branco rei | a7 preto peão · b7 preto peão · e7 branco torre · h7 preto peão · d6 branco bispo · e6 branco cavalo · f6 preto rei · g6 preto bispo · d5 branco peão · f5 preto peão · h4 preto peão · a2 branco peão · b2 branco peão · d2 preto torre · e2 preto torre · h2 branco peão · f1 branco torre · h1 branco rei | a7 preto peão · b7 preto peão · e7 branco torre · h7 preto peão · d6 branco bispo · e6 branco cavalo · f6 preto rei · g6 preto bispo · d5 branco peão · f5 preto peão · h4 preto peão · a2 branco peão · b2 branco peão · d2 preto torre · e2 preto torre · h2 branco peão · f1 branco torre · h1 branco rei | a7 preto peão · b7 preto peão · e7 branco torre · h7 preto peão · d6 branco bispo · e6 branco cavalo · f6 preto rei · g6 preto bispo · d5 branco peão · f5 preto peão · h4 preto peão · a2 branco peão · b2 branco peão · d2 preto torre · e2 preto torre · h2 branco peão · f1 branco torre · h1 branco rei | a7 preto peão · b7 preto peão · e7 branco torre · h7 preto peão · d6 branco bispo · e6 branco cavalo · f6 preto rei · g6 preto bispo · d5 branco peão · f5 preto peão · h4 preto peão · a2 branco peão · b2 branco peão · d2 preto torre · e2 preto torre · h2 branco peão · f1 branco torre · h1 branco rei | a7 preto peão · b7 preto peão · e7 branco torre · h7 preto peão · d6 branco bispo · e6 branco cavalo · f6 preto rei · g6 preto bispo · d5 branco peão · f5 preto peão · h4 preto peão · a2 branco peão · b2 branco peão · d2 preto torre · e2 preto torre · h2 branco peão · f1 branco torre · h1 branco rei | 7 |
| 6 | a7 preto peão · b7 preto peão · e7 branco torre · h7 preto peão · d6 branco bispo · e6 branco cavalo · f6 preto rei · g6 preto bispo · d5 branco peão · f5 preto peão · h4 preto peão · a2 branco peão · b2 branco peão · d2 preto torre · e2 preto torre · h2 branco peão · f1 branco torre · h1 branco rei | a7 preto peão · b7 preto peão · e7 branco torre · h7 preto peão · d6 branco bispo · e6 branco cavalo · f6 preto rei · g6 preto bispo · d5 branco peão · f5 preto peão · h4 preto peão · a2 branco peão · b2 branco peão · d2 preto torre · e2 preto torre · h2 branco peão · f1 branco torre · h1 branco rei | a7 preto peão · b7 preto peão · e7 branco torre · h7 preto peão · d6 branco bispo · e6 branco cavalo · f6 preto rei · g6 preto bispo · d5 branco peão · f5 preto peão · h4 preto peão · a2 branco peão · b2 branco peão · d2 preto torre · e2 preto torre · h2 branco peão · f1 branco torre · h1 branco rei | a7 preto peão · b7 preto peão · e7 branco torre · h7 preto peão · d6 branco bispo · e6 branco cavalo · f6 preto rei · g6 preto bispo · d5 branco peão · f5 preto peão · h4 preto peão · a2 branco peão · b2 branco peão · d2 preto torre · e2 preto torre · h2 branco peão · f1 branco torre · h1 branco rei | a7 preto peão · b7 preto peão · e7 branco torre · h7 preto peão · d6 branco bispo · e6 branco cavalo · f6 preto rei · g6 preto bispo · d5 branco peão · f5 preto peão · h4 preto peão · a2 branco peão · b2 branco peão · d2 preto torre · e2 preto torre · h2 branco peão · f1 branco torre · h1 branco rei | a7 preto peão · b7 preto peão · e7 branco torre · h7 preto peão · d6 branco bispo · e6 branco cavalo · f6 preto rei · g6 preto bispo · d5 branco peão · f5 preto peão · h4 preto peão · a2 branco peão · b2 branco peão · d2 preto torre · e2 preto torre · h2 branco peão · f1 branco torre · h1 branco rei | a7 preto peão · b7 preto peão · e7 branco torre · h7 preto peão · d6 branco bispo · e6 branco cavalo · f6 preto rei · g6 preto bispo · d5 branco peão · f5 preto peão · h4 preto peão · a2 branco peão · b2 branco peão · d2 preto torre · e2 preto torre · h2 branco peão · f1 branco torre · h1 branco rei | a7 preto peão · b7 preto peão · e7 branco torre · h7 preto peão · d6 branco bispo · e6 branco cavalo · f6 preto rei · g6 preto bispo · d5 branco peão · f5 preto peão · h4 preto peão · a2 branco peão · b2 branco peão · d2 preto torre · e2 preto torre · h2 branco peão · f1 branco torre · h1 branco rei | 6 |
| 5 | a7 preto peão · b7 preto peão · e7 branco torre · h7 preto peão · d6 branco bispo · e6 branco cavalo · f6 preto rei · g6 preto bispo · d5 branco peão · f5 preto peão · h4 preto peão · a2 branco peão · b2 branco peão · d2 preto torre · e2 preto torre · h2 branco peão · f1 branco torre · h1 branco rei | a7 preto peão · b7 preto peão · e7 branco torre · h7 preto peão · d6 branco bispo · e6 branco cavalo · f6 preto rei · g6 preto bispo · d5 branco peão · f5 preto peão · h4 preto peão · a2 branco peão · b2 branco peão · d2 preto torre · e2 preto torre · h2 branco peão · f1 branco torre · h1 branco rei | a7 preto peão · b7 preto peão · e7 branco torre · h7 preto peão · d6 branco bispo · e6 branco cavalo · f6 preto rei · g6 preto bispo · d5 branco peão · f5 preto peão · h4 preto peão · a2 branco peão · b2 branco peão · d2 preto torre · e2 preto torre · h2 branco peão · f1 branco torre · h1 branco rei | a7 preto peão · b7 preto peão · e7 branco torre · h7 preto peão · d6 branco bispo · e6 branco cavalo · f6 preto rei · g6 preto bispo · d5 branco peão · f5 preto peão · h4 preto peão · a2 branco peão · b2 branco peão · d2 preto torre · e2 preto torre · h2 branco peão · f1 branco torre · h1 branco rei | a7 preto peão · b7 preto peão · e7 branco torre · h7 preto peão · d6 branco bispo · e6 branco cavalo · f6 preto rei · g6 preto bispo · d5 branco peão · f5 preto peão · h4 preto peão · a2 branco peão · b2 branco peão · d2 preto torre · e2 preto torre · h2 branco peão · f1 branco torre · h1 branco rei | a7 preto peão · b7 preto peão · e7 branco torre · h7 preto peão · d6 branco bispo · e6 branco cavalo · f6 preto rei · g6 preto bispo · d5 branco peão · f5 preto peão · h4 preto peão · a2 branco peão · b2 branco peão · d2 preto torre · e2 preto torre · h2 branco peão · f1 branco torre · h1 branco rei | a7 preto peão · b7 preto peão · e7 branco torre · h7 preto peão · d6 branco bispo · e6 branco cavalo · f6 preto rei · g6 preto bispo · d5 branco peão · f5 preto peão · h4 preto peão · a2 branco peão · b2 branco peão · d2 preto torre · e2 preto torre · h2 branco peão · f1 branco torre · h1 branco rei | a7 preto peão · b7 preto peão · e7 branco torre · h7 preto peão · d6 branco bispo · e6 branco cavalo · f6 preto rei · g6 preto bispo · d5 branco peão · f5 preto peão · h4 preto peão · a2 branco peão · b2 branco peão · d2 preto torre · e2 preto torre · h2 branco peão · f1 branco torre · h1 branco rei | 5 |
| 4 | a7 preto peão · b7 preto peão · e7 branco torre · h7 preto peão · d6 branco bispo · e6 branco cavalo · f6 preto rei · g6 preto bispo · d5 branco peão · f5 preto peão · h4 preto peão · a2 branco peão · b2 branco peão · d2 preto torre · e2 preto torre · h2 branco peão · f1 branco torre · h1 branco rei | a7 preto peão · b7 preto peão · e7 branco torre · h7 preto peão · d6 branco bispo · e6 branco cavalo · f6 preto rei · g6 preto bispo · d5 branco peão · f5 preto peão · h4 preto peão · a2 branco peão · b2 branco peão · d2 preto torre · e2 preto torre · h2 branco peão · f1 branco torre · h1 branco rei | a7 preto peão · b7 preto peão · e7 branco torre · h7 preto peão · d6 branco bispo · e6 branco cavalo · f6 preto rei · g6 preto bispo · d5 branco peão · f5 preto peão · h4 preto peão · a2 branco peão · b2 branco peão · d2 preto torre · e2 preto torre · h2 branco peão · f1 branco torre · h1 branco rei | a7 preto peão · b7 preto peão · e7 branco torre · h7 preto peão · d6 branco bispo · e6 branco cavalo · f6 preto rei · g6 preto bispo · d5 branco peão · f5 preto peão · h4 preto peão · a2 branco peão · b2 branco peão · d2 preto torre · e2 preto torre · h2 branco peão · f1 branco torre · h1 branco rei | a7 preto peão · b7 preto peão · e7 branco torre · h7 preto peão · d6 branco bispo · e6 branco cavalo · f6 preto rei · g6 preto bispo · d5 branco peão · f5 preto peão · h4 preto peão · a2 branco peão · b2 branco peão · d2 preto torre · e2 preto torre · h2 branco peão · f1 branco torre · h1 branco rei | a7 preto peão · b7 preto peão · e7 branco torre · h7 preto peão · d6 branco bispo · e6 branco cavalo · f6 preto rei · g6 preto bispo · d5 branco peão · f5 preto peão · h4 preto peão · a2 branco peão · b2 branco peão · d2 preto torre · e2 preto torre · h2 branco peão · f1 branco torre · h1 branco rei | a7 preto peão · b7 preto peão · e7 branco torre · h7 preto peão · d6 branco bispo · e6 branco cavalo · f6 preto rei · g6 preto bispo · d5 branco peão · f5 preto peão · h4 preto peão · a2 branco peão · b2 branco peão · d2 preto torre · e2 preto torre · h2 branco peão · f1 branco torre · h1 branco rei | a7 preto peão · b7 preto peão · e7 branco torre · h7 preto peão · d6 branco bispo · e6 branco cavalo · f6 preto rei · g6 preto bispo · d5 branco peão · f5 preto peão · h4 preto peão · a2 branco peão · b2 branco peão · d2 preto torre · e2 preto torre · h2 branco peão · f1 branco torre · h1 branco rei | 4 |
| 3 | a7 preto peão · b7 preto peão · e7 branco torre · h7 preto peão · d6 branco bispo · e6 branco cavalo · f6 preto rei · g6 preto bispo · d5 branco peão · f5 preto peão · h4 preto peão · a2 branco peão · b2 branco peão · d2 preto torre · e2 preto torre · h2 branco peão · f1 branco torre · h1 branco rei | a7 preto peão · b7 preto peão · e7 branco torre · h7 preto peão · d6 branco bispo · e6 branco cavalo · f6 preto rei · g6 preto bispo · d5 branco peão · f5 preto peão · h4 preto peão · a2 branco peão · b2 branco peão · d2 preto torre · e2 preto torre · h2 branco peão · f1 branco torre · h1 branco rei | a7 preto peão · b7 preto peão · e7 branco torre · h7 preto peão · d6 branco bispo · e6 branco cavalo · f6 preto rei · g6 preto bispo · d5 branco peão · f5 preto peão · h4 preto peão · a2 branco peão · b2 branco peão · d2 preto torre · e2 preto torre · h2 branco peão · f1 branco torre · h1 branco rei | a7 preto peão · b7 preto peão · e7 branco torre · h7 preto peão · d6 branco bispo · e6 branco cavalo · f6 preto rei · g6 preto bispo · d5 branco peão · f5 preto peão · h4 preto peão · a2 branco peão · b2 branco peão · d2 preto torre · e2 preto torre · h2 branco peão · f1 branco torre · h1 branco rei | a7 preto peão · b7 preto peão · e7 branco torre · h7 preto peão · d6 branco bispo · e6 branco cavalo · f6 preto rei · g6 preto bispo · d5 branco peão · f5 preto peão · h4 preto peão · a2 branco peão · b2 branco peão · d2 preto torre · e2 preto torre · h2 branco peão · f1 branco torre · h1 branco rei | a7 preto peão · b7 preto peão · e7 branco torre · h7 preto peão · d6 branco bispo · e6 branco cavalo · f6 preto rei · g6 preto bispo · d5 branco peão · f5 preto peão · h4 preto peão · a2 branco peão · b2 branco peão · d2 preto torre · e2 preto torre · h2 branco peão · f1 branco torre · h1 branco rei | a7 preto peão · b7 preto peão · e7 branco torre · h7 preto peão · d6 branco bispo · e6 branco cavalo · f6 preto rei · g6 preto bispo · d5 branco peão · f5 preto peão · h4 preto peão · a2 branco peão · b2 branco peão · d2 preto torre · e2 preto torre · h2 branco peão · f1 branco torre · h1 branco rei | a7 preto peão · b7 preto peão · e7 branco torre · h7 preto peão · d6 branco bispo · e6 branco cavalo · f6 preto rei · g6 preto bispo · d5 branco peão · f5 preto peão · h4 preto peão · a2 branco peão · b2 branco peão · d2 preto torre · e2 preto torre · h2 branco peão · f1 branco torre · h1 branco rei | 3 |
| 2 | a7 preto peão · b7 preto peão · e7 branco torre · h7 preto peão · d6 branco bispo · e6 branco cavalo · f6 preto rei · g6 preto bispo · d5 branco peão · f5 preto peão · h4 preto peão · a2 branco peão · b2 branco peão · d2 preto torre · e2 preto torre · h2 branco peão · f1 branco torre · h1 branco rei | a7 preto peão · b7 preto peão · e7 branco torre · h7 preto peão · d6 branco bispo · e6 branco cavalo · f6 preto rei · g6 preto bispo · d5 branco peão · f5 preto peão · h4 preto peão · a2 branco peão · b2 branco peão · d2 preto torre · e2 preto torre · h2 branco peão · f1 branco torre · h1 branco rei | a7 preto peão · b7 preto peão · e7 branco torre · h7 preto peão · d6 branco bispo · e6 branco cavalo · f6 preto rei · g6 preto bispo · d5 branco peão · f5 preto peão · h4 preto peão · a2 branco peão · b2 branco peão · d2 preto torre · e2 preto torre · h2 branco peão · f1 branco torre · h1 branco rei | a7 preto peão · b7 preto peão · e7 branco torre · h7 preto peão · d6 branco bispo · e6 branco cavalo · f6 preto rei · g6 preto bispo · d5 branco peão · f5 preto peão · h4 preto peão · a2 branco peão · b2 branco peão · d2 preto torre · e2 preto torre · h2 branco peão · f1 branco torre · h1 branco rei | a7 preto peão · b7 preto peão · e7 branco torre · h7 preto peão · d6 branco bispo · e6 branco cavalo · f6 preto rei · g6 preto bispo · d5 branco peão · f5 preto peão · h4 preto peão · a2 branco peão · b2 branco peão · d2 preto torre · e2 preto torre · h2 branco peão · f1 branco torre · h1 branco rei | a7 preto peão · b7 preto peão · e7 branco torre · h7 preto peão · d6 branco bispo · e6 branco cavalo · f6 preto rei · g6 preto bispo · d5 branco peão · f5 preto peão · h4 preto peão · a2 branco peão · b2 branco peão · d2 preto torre · e2 preto torre · h2 branco peão · f1 branco torre · h1 branco rei | a7 preto peão · b7 preto peão · e7 branco torre · h7 preto peão · d6 branco bispo · e6 branco cavalo · f6 preto rei · g6 preto bispo · d5 branco peão · f5 preto peão · h4 preto peão · a2 branco peão · b2 branco peão · d2 preto torre · e2 preto torre · h2 branco peão · f1 branco torre · h1 branco rei | a7 preto peão · b7 preto peão · e7 branco torre · h7 preto peão · d6 branco bispo · e6 branco cavalo · f6 preto rei · g6 preto bispo · d5 branco peão · f5 preto peão · h4 preto peão · a2 branco peão · b2 branco peão · d2 preto torre · e2 preto torre · h2 branco peão · f1 branco torre · h1 branco rei | 2 |
| 1 | a7 preto peão · b7 preto peão · e7 branco torre · h7 preto peão · d6 branco bispo · e6 branco cavalo · f6 preto rei · g6 preto bispo · d5 branco peão · f5 preto peão · h4 preto peão · a2 branco peão · b2 branco peão · d2 preto torre · e2 preto torre · h2 branco peão · f1 branco torre · h1 branco rei | a7 preto peão · b7 preto peão · e7 branco torre · h7 preto peão · d6 branco bispo · e6 branco cavalo · f6 preto rei · g6 preto bispo · d5 branco peão · f5 preto peão · h4 preto peão · a2 branco peão · b2 branco peão · d2 preto torre · e2 preto torre · h2 branco peão · f1 branco torre · h1 branco rei | a7 preto peão · b7 preto peão · e7 branco torre · h7 preto peão · d6 branco bispo · e6 branco cavalo · f6 preto rei · g6 preto bispo · d5 branco peão · f5 preto peão · h4 preto peão · a2 branco peão · b2 branco peão · d2 preto torre · e2 preto torre · h2 branco peão · f1 branco torre · h1 branco rei | a7 preto peão · b7 preto peão · e7 branco torre · h7 preto peão · d6 branco bispo · e6 branco cavalo · f6 preto rei · g6 preto bispo · d5 branco peão · f5 preto peão · h4 preto peão · a2 branco peão · b2 branco peão · d2 preto torre · e2 preto torre · h2 branco peão · f1 branco torre · h1 branco rei | a7 preto peão · b7 preto peão · e7 branco torre · h7 preto peão · d6 branco bispo · e6 branco cavalo · f6 preto rei · g6 preto bispo · d5 branco peão · f5 preto peão · h4 preto peão · a2 branco peão · b2 branco peão · d2 preto torre · e2 preto torre · h2 branco peão · f1 branco torre · h1 branco rei | a7 preto peão · b7 preto peão · e7 branco torre · h7 preto peão · d6 branco bispo · e6 branco cavalo · f6 preto rei · g6 preto bispo · d5 branco peão · f5 preto peão · h4 preto peão · a2 branco peão · b2 branco peão · d2 preto torre · e2 preto torre · h2 branco peão · f1 branco torre · h1 branco rei | a7 preto peão · b7 preto peão · e7 branco torre · h7 preto peão · d6 branco bispo · e6 branco cavalo · f6 preto rei · g6 preto bispo · d5 branco peão · f5 preto peão · h4 preto peão · a2 branco peão · b2 branco peão · d2 preto torre · e2 preto torre · h2 branco peão · f1 branco torre · h1 branco rei | a7 preto peão · b7 preto peão · e7 branco torre · h7 preto peão · d6 branco bispo · e6 branco cavalo · f6 preto rei · g6 preto bispo · d5 branco peão · f5 preto peão · h4 preto peão · a2 branco peão · b2 branco peão · d2 preto torre · e2 preto torre · h2 branco peão · f1 branco torre · h1 branco rei | 1 |
|   | a | b | c | d | e | f | g | h |   |

O Campeonato Mundial de Xadrez de 1889 foi a 4ª edição do Campeonato Mundial de Xadrez sendo disputada novamente entre Wilhelm Steinitz e Mikhail Chigorin. A disputa foi novamente realizada em Havana, Cuba no período de 1 de Janeiro e 28 de fevereiro de 1892. Steinitz defendeu com sucesso seu título ao alcançar 10 vitórias, semelhante a disputa dos campeonatos anteriores.

## A Partida
Após os primeiros 20 jogos previstos a partida estava empatada em 8 vitórias para cada um e 4 empates. Sendo assim, a disputa continuaria até que um dos enxadrista alcançasse a décima vitória. Depois de terem empatado a 21ª partida, Steinitz venceu a seguinte e contou com a ajuda de Chigorin, que cometeu uma capivarada mortal no final do 23º jogo, para manter o título de campeão mundial.

## Resultados
|                  | 1 | 2 | 3 | 4 | 5 | 6 | 7 | 8 | 9 | 10 | 11 | 12 | 13 | 14 | 15 | 16 | 17 | 18 | 19 | 20 | 21 | 22 | 23 | Pontos | Vitórias |
| ---------------- | - | - | - | - | - | - | - | - | - | -- | -- | -- | -- | -- | -- | -- | -- | -- | -- | -- | -- | -- | -- | ------ | -------- |
| Mikhail Chigorin | 1 | ½ | ½ | 0 | ½ | 0 | 1 | 1 | ½ | 1  | 0  | 1  | 0  | 0  | 1  | 0  | 1  | 0  | 1  | 0  | ½  | 0  | 0  | 10½    | 8        |
| Wilhelm Steinitz | 0 | ½ | ½ | 1 | ½ | 1 | 0 | 0 | ½ | 0  | 1  | 0  | 1  | 1  | 0  | 1  | 0  | 1  | 0  | 1  | ½  | 1  | 1  | 12 ½   | 10       |